# Colibri elvire
Microchera chionura
Espèce
Statut de conservation UICN

 LC  : Préoccupation mineure
Statut CITES
Le Colibri elvire (Microchera chionura, anciennement Elvira chionura) est une espèce de colibris de la sous-famille des Trochilinae.

## Distribution
Cet oiseau vit dans la cordillère de Talamanca.

Carte de répartition de l'espèce